# Надиров, Асаф Аббас-Кули оглы
Аса́ф Аббас-Кули́ оглы́ Нади́ров (азерб. Asəf Abbas-Qulu oğlu Nadirov; 1929—2014) — азербайджанский учёный, доктор экономических наук (1968), профессор (1970), действительный член НАНА (1989). Заслуженный деятель науки Азербайджанской Республики (1991).

## Биография
Родился 13 марта 1929 года в селе Джалилкенд Шарурского района Нахичеванской АССР Азербайджанской ССР. В 1951 году окончил Азербайджанский государственный университет по специальности эконом-география.
В 1968 году защитил диссертацию на соискание учёной степени доктора экономических наук по специальности «Экономика районов и размещение производительных сил». В 1970 году ему было присвоено учёное звание профессора.
В 1980 году был избран членом корреспондентом, а в 1989 году действительным членом АН Азербайджана.
В 1958 году начал работать в Институте экономики АН Азербайджана в должности заведующего отделом. В 1964 году был избран на должность заместителя директора по научной работе Института экономики. В 1981 году был избран академиком-секретарём президиума АН Азербайджана, занимал этот пост до 1997 года. в 1997 году — членом президиума НАНА. С 2007 года - советник НАНА.
Умер 14 марта 2014 года в Баку.

## Научная деятельность
Основные направления научной деятельности: проведение исследований по комплексному развитию экономики Азербайджана, выявление основных направлений высоких темпов развития народного хозяйства и его ведущих отраслей, определение путей рационального размещения производительных сил и развития регионов страны.
Являлся автором более 400 научных работ: монографий, учебных пособий и научных статей.
Заслуженный научный деятель Азербайджанской Республики.

## Награды и премии
- Почётная грамота Президиума Академии наук СССР (1974)
- Почётная грамота Верховного Совета Азербайджанской ССР (1976)
- Нагрудный знак «Отличник гражданской обороны СССР» (1976)
- Медаль «Ветеран труда» (1987)
- Почётная медаль Советского фонда мира (1988)
- Заслуженный деятель науки Азербайджанской Республики (12 мая 1991 года) — за заслуги в развитии науки и подготовке высококвалифицированных научных кадров в Республике[2]
- Орден «Слава» (14 февраля 2004 года) — за заслуги в развитии азербайджанской науки[3]
- Орден «Честь» (13 марта 2009 года) — за большие заслуги в развитии экономической науки в Азербайджане[4]